# Solanum trisectum
Solanum trisectum — вид рослин з родини Пасльонові (Solanaceae), ендемік Мадейри. Етимологія: лат. tri — «три», sectus — «розділити».

## Опис

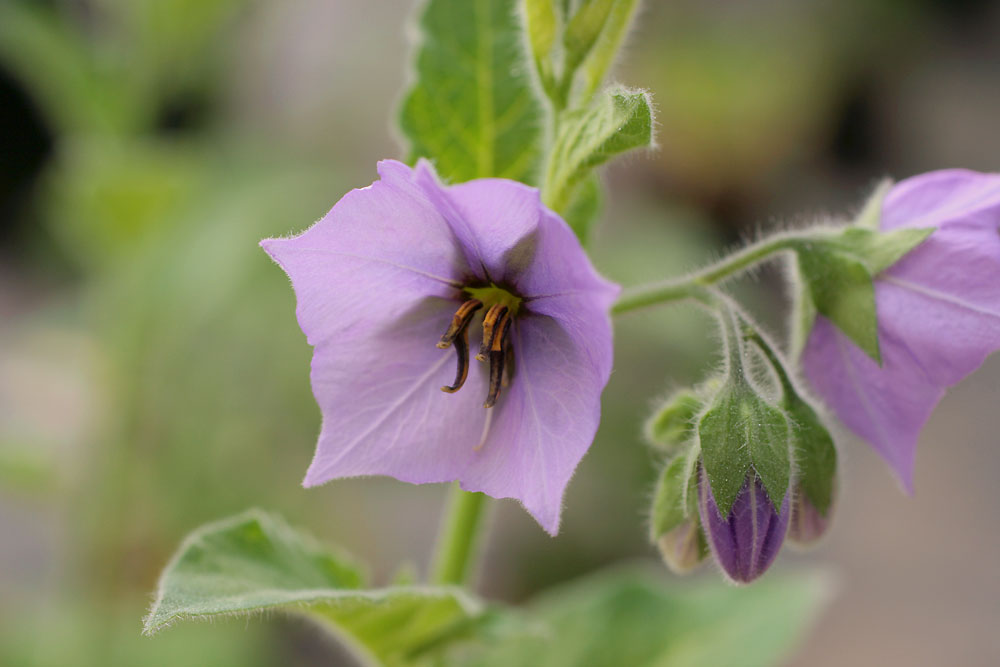

Трав'яниста рослина або напівчагарник висотою до 1 м. Стебла ростуть вертикально, мають діаметр ≈5 мм, порожнисті, зеленого кольору і щільно покриті ≈0.5 мм завдовжки, залозистими трихомами. Листя довжиною від 4 до 8 см і шириною від 2 до 9 см. Вони 3-лопастні, іноді утворюється лише одна базальна частка, особливо у верхній частині рослини, або листя цілісне. Верхня і нижня поверхні листків щільно залозисто-волохаті. Черешки довжиною від 1.5 до 5 см і густо залозисті волосаті.
Суцвіття виникають з міжвузлів, трохи нижче листя, вони більш щільно наповнені у верхній частині рослини. Вони довжиною від 2.5 до 8 см, нерозділені, складаються з 6–9 квіток. Чашечка широко чашоподібна, листочки чашечки волохаті, завдовжки 5–6 мм. Вінчик розміром 3–3.5 см в діаметрі, блідо-фіолетового кольору. Тичинки жовті й мають три різні розміри: два довгі — 7–9 мм завдовжки, два середні довжиною 5–6 мм, а найменша — ≈3 мм.
Плід — сплюснута сферична ягода діаметром 1–1.5 см. Після визрівання він має червонувато-оранжеве або червоне забарвлення. Насіння розміром 5×4 мм, яйцеподібне і темно-червонувато-коричневе. 

## Поширення
Ендемік о. Мадейра.